# Таємничий будинок у туманній височині
Таємничий будинок у туманній височині (англ. The Strange High House in the Mist) — оповідання Говарда Лавкрафта, написане 9 листопада 1926 року та вперше опубліковане в жовтневому випуску Weird Tales за 1931 рік. Твір розповідає про подорож головного героя до титульного будинку, що розташований на вершині скелі, яка здається недоступною ні з моря, ні з суші, але, вочевидь, є заселеною.

## Сюжет
У селі Кінгспорт, розташованому в гирлі річки Міскатонік на східному узбережжі США, стоїть старий будинок, ізольований на краю скелі. У його вікнах час від часу з'являється світло, але вхідні двері недоступні, бо стоять на березі океану і виходять прямо в порожнечу. Мешканці Кінгспорту уникають наближатися до цієї таємничої будівлі, яку регулярно затягує туман, що підіймається з океану.
Одного дня меланхолійний філософ Томас Олні переїжджає до Кінгспорту з дружиною та дітьми. Старий у селі розповідає йому про дивний будинок і легенди, які розповідали про нього його предки. Заінтригований, Томас Олні вирішує піти туди на ранкову прогулянку. На місці він виявляє, що в будинку живе дивний чоловік з фосфорними очима, чорною бородою і старим одягом. Дивний мешканець відчиняє віконниці будинку і запрошує Томаса Олні зайти через вікно.
Протягом дня господар розмовляє з гостем про свої спогади про додилувіанські часи. Він на мить зупиняється, відмовляючись відчинити двері перед чорною фігурою, що підіймається з океану, яка промайнула у вікні. З іншого боку, він тепло вітає кількох міфологічних істот, коли вони підіймаються з морських туманів і з'являються, постукавши у двері згідно з узгодженим кодом. Томас Олні відкриває для себе нереїд і тритонів, Нептуна зі своїм характерним тризубом і «сіру і жахливу форму первісних ноденів», що сидить на троні у величезній мушлі, яку несуть дельфіни.
Наступного дня на світанку Томас Олні виходить, але не пам'ятає подій попереднього дня. Його меланхолійні синдроми зникли. Старий у селі вважає, що дух філософа залишився замкненим у будинку або втік у туман. Незабаром сім'я Олні залишає Кінгспорт і переїжджає до Бристольського нагір'я, щоб відновити нормальне життя в більш сучасному місті. У Кінгспорті похмура тиша, яка колись оточувала старий будинок, зникла: натомість вітер іноді доносить голоси та радісний сміх, які оживляють його.

## Навіювання
Енциклопедія Г. Ф. Лавкрафта припускає, що історія могла бути натхненна «Хроніками Родрігеса» (англ. Don Rodriguez: Chronicles of Shadow Valley) лорда Дансані, в яких з будинку чарівника на скелі можна побачити дивні пам'ятки. Однією з моделей для декорацій була Матінка Анна, мис біля Глостера, штат Массачусетс.

## Критика
Спочатку оповідання було відхилене журналом «Weird Tales», коли його було подано в липні 1927 року. У 1929 році Лавкрафт погодився дозволити Вільяму Куку опублікувати його у другому випуску «The Recluse», але коли стало зрозуміло, що цей випуск ніколи не вийде, він повторно подав його до «Weird Tales», які прийняли його, заплативши йому 55 доларів. Роберт А. В. Лаундс назвав «Таємничий будинок у туманній височині» одним з «найкращих оповідань Лавкрафта».